# 449
Cette page concerne l'année 449  du calendrier julien. Pour l'année 449 av. J.-C., voir 449 av. J.-C. Pour le nombre 449, voir 449 (nombre).
L'année 449 est une année commune qui commence un samedi.

## Événements
- Février-juillet : le chef des Bagaudes vascon Basile s’empare de Tarazona et la pille, après avoir égorgé la garnison des confédérés barbares et l’évêque Léon ; en juillet, le roi suève Rechiaire allié aux Bagaudes de Basile dévaste les alentours de Saragosse et pille Lérida[1],[2].
- Printemps : début du règne d'Ellac, fils ainé d'Attila, roi des Akatzir[3].
- 8-13 avril : le synode de Constantinople II confirme les décisions de 448 concernant Eutychès[4].
- Mai : traité entre le roi des Wisigoths Théodoric et son gendre le roi des Suèves Rechiaire ; sur le chemin du retour en Espagne, Rechiaire pille la région de Saragosse et met à sac Lérida[5].
- Été : l'empereur Théodose II envoie deux ambassadeurs, Priscus et Maximien négocier avec Attila. Les émissaires, jugés par Attila de rang trop peu élevé, n’obtiennent pas de résultats. Maximien tente en vain de convaincre le ministre d’Attila Onégèse de servir la cause romaine en se rendant auprès de l’empereur. Le récit de Priscus de cette ambassade est le témoignage le plus complet et le plus authentique sur Attila et la société hunnique[3].
- 8 août : réhabilitation d’Eutychès lors du « brigandage d'Éphèse », concile orchestré par Théodose II et Dioscore d’Alexandrie[4]. Le pape Léon le Grand condamne le monophysisme avec vigueur.
- Novembre : Anatole devient patriarche de Constantinople (449-458)[6].

- Raid des Tabghatch contre les Ruanruan[7].
- Les Jutes, les Angles et les Saxons commencent la conquête de la Grande-Bretagne. Les chefs jutes Hengist et Horsa sont invités par le roi breton Vortigern pour aider les Bretons à se défendre contre les Pictes et les Scots au nord[8].
- L’augusta Honoria, coïmpératrice, est forcée par son frère cadet Valentinien III de vivre chastement afin de sauvegarder l’unité du pouvoir. Mais Honoria prend un amant et le scandale éclate. Elle est envoyée à Constantinople pour y être mieux gardée. Au printemps suivant, elle se fiance avec Attila[3].
- Attila s'allie aux Vandales de Genséric contre Rome[9].
- Famine en Italie[10].

- Consolidation du barrage de Marib au Yémen après sa destruction par une inondation[11].

## Naissances en 449
- Kavadh, roi sassanide de Perse.

## Décès
- 5 mai : Hilaire, évêque d’Arles.
- 11 août : Flavien, patriarche de Constantinople[6].
- Drust mac Erp, roi des Pictes.